# Numerianus római császár
Marcus Aurelius Numerius Numerianus (253 – Nicomedia, 284) a Római Birodalom társcsászára volt 283 júliusától 284 novemberéig. Nem volt képes a birodalom effektív kormányzására, érdeklődése inkább az irodalom, különösen a költészet felé húzott. Apja perzsiai hadjáratáról való visszatérése közben meggyilkolták.

## Életpályája

### Előélete

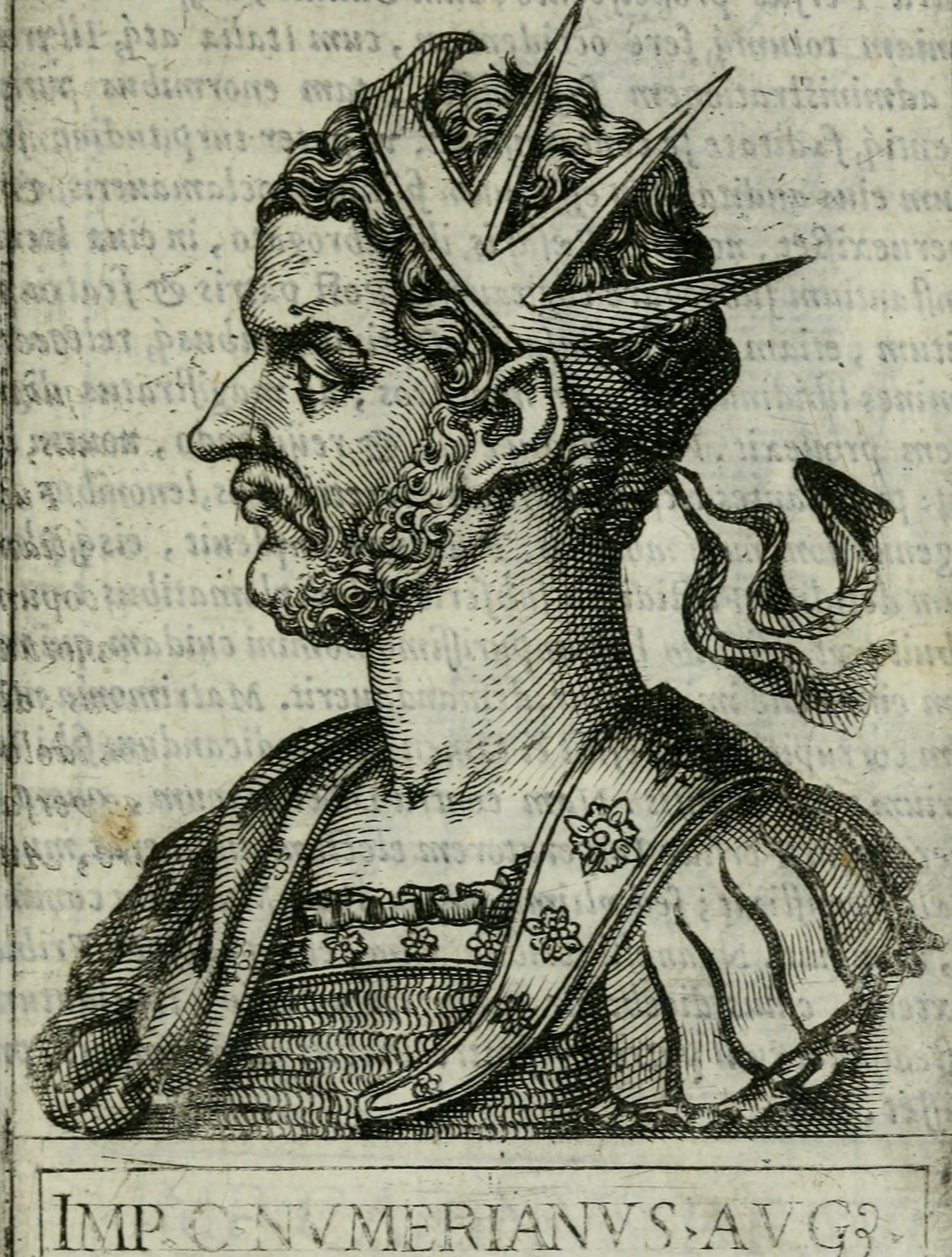
16. századi olasz gravírozás Numerianusról

Nincsen információ az életéről apja hatalomra kerülése előtt.
Carus második fia volt Carinus után. Amikor Carus uralkodói rangra emelkedett, első dolga volt kinevezni fiait caesarnak és Princeps Iuventisnek.
282-ben részt vett apja első császárkénti harcában. A Pannonia provinciába betörő kvádokat kellett kiverni, ezt meg is tették, rengeteg hadifoglyot ejtve.
Egy évvel később Carus ismét magával vitte, ezúttal Perzsiába, hogy visszafoglalják a volt Mesopotamia provincia területét. Carinust hagyták hátra, hogy kormányozza a birodalom nyugati részeit. A hadjárat sikeresen ment, ellenállás nélkül bejutottak a tartományba és megverték a perzsa sereget. Ktésziphón, a királyi székhely is elesett. Ezután Carus úgy határozott, tovább mennek az országban. Carinust kinevezte társcsászárának. Július vége fele azonban holtan találták a sátrában. Elvileg villám ölte meg, de elképzelhető, hogy a pretoriánus prefektus, Arrius Aper felelős a halálesetért.

### Uralkodása

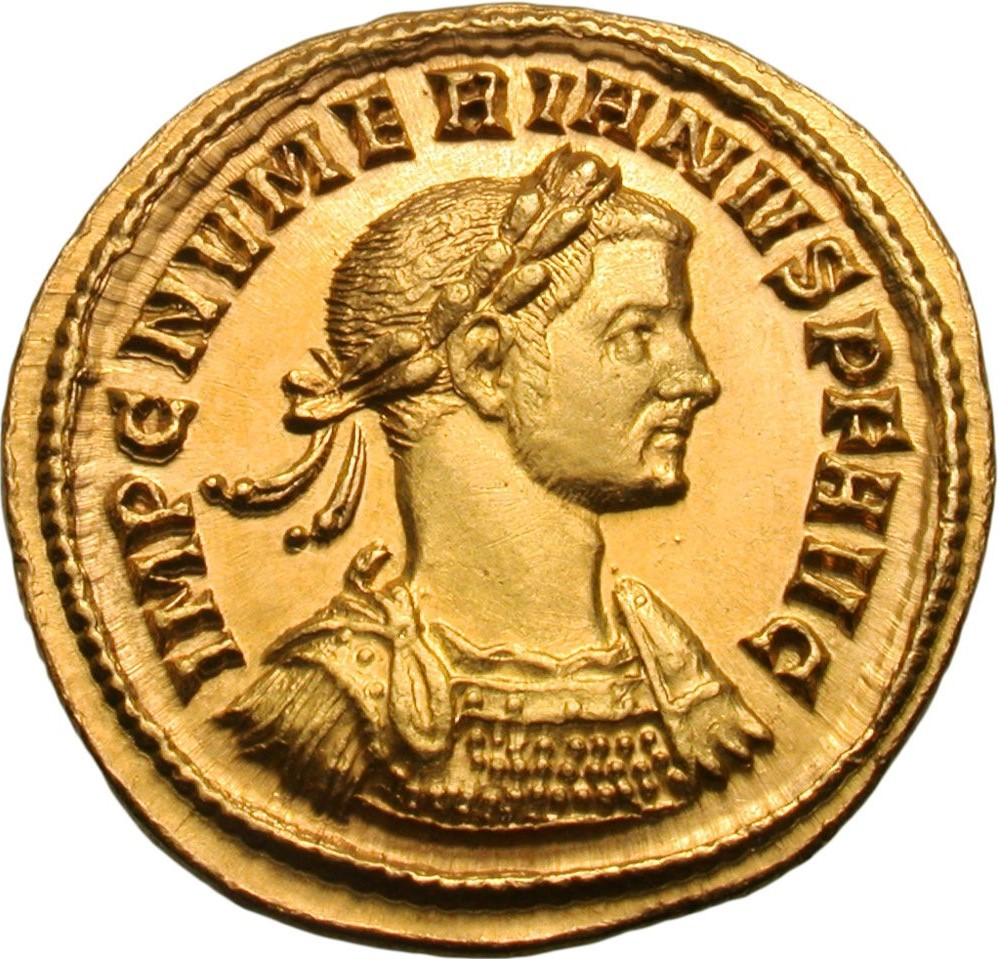
Numerianus aranypénze képével

Numerianus először megkísérelte folytatni a háborút Aperrel, annak gyanússága ellenére, de miután ez sikertelen volt, visszafordult. Igazság szerint nem is volt érdekelt a hadakozásban. Menet közben alváshiány miatt elkapott egy szembetegséget, hordszéken kellett szállítani. Aper ekkor meggyilkolta. Néhány nap múltán a katonák kérdezősködni kezdtek az uralkodóról, mire Aper azt felelte, azért nem tud nyilvánosságban megjelenni, mert óvnia kell a szemét a széltől és a naptól. Végül hullájának bűze leleplezte a merénylőt. Már csak azt remélte, természetes okokkal magyarázzák a halált, de nem így történt. A sereg egy másik tisztségviselőt, Dioclest választotta meg, aki saját kezével leszúrta a prefektust. Ezt követően a Diocletianus nevet vette fel.

## Külső oldalak
- Numerianus fennmaradt érméinek katalógusa (angol nyelven)

| Elődei: Carus és Carinus | Consul 284 collega: Carinus | Utódai: Diocletianus és […] Bassus |

| Előző uralkodó: Carus | Római császár 283 – 284 | Következő uralkodó: Diocletianus |